# Pakistan Ordnance Factories

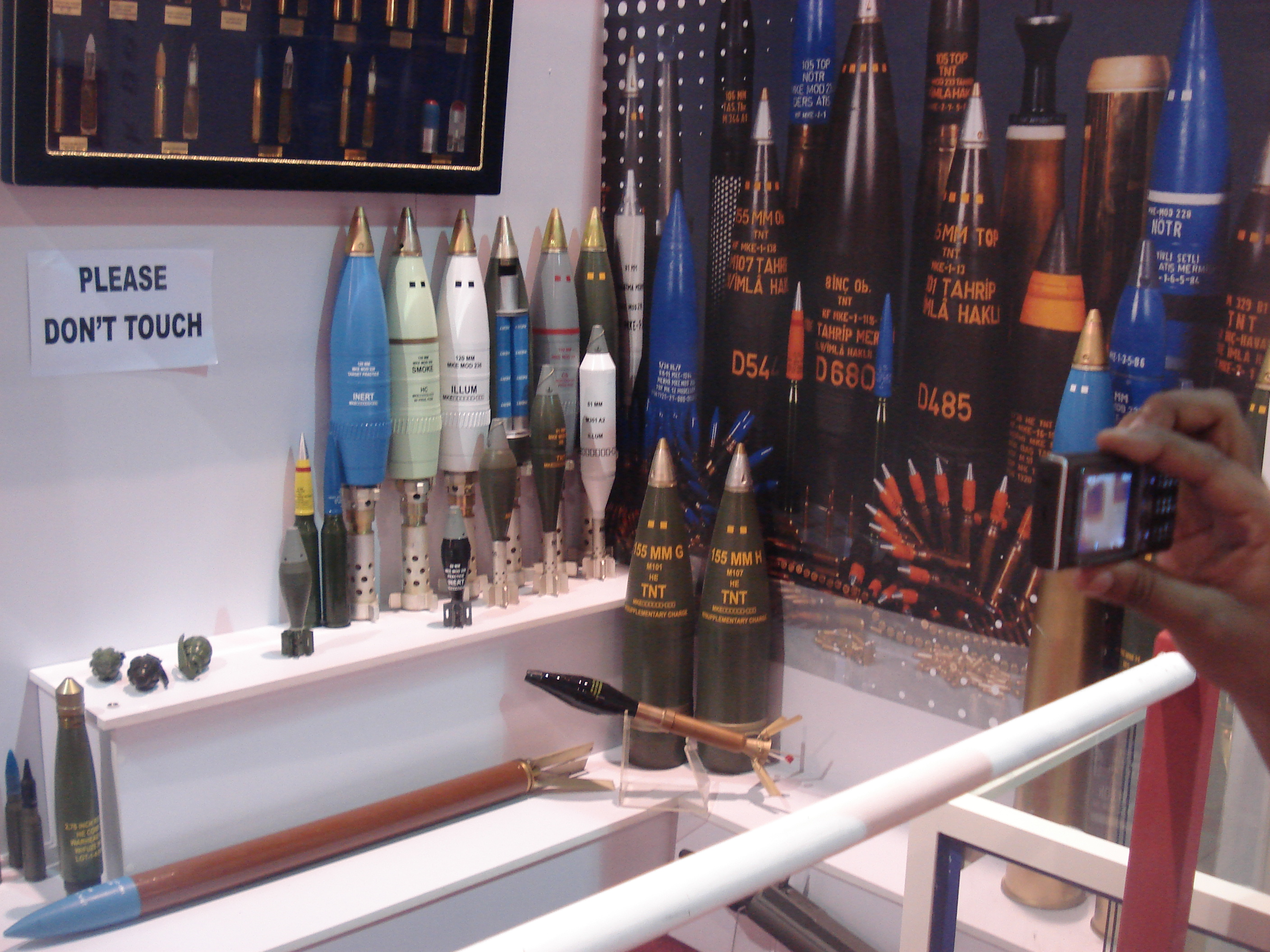
Боеприпасы производства POF, 2008 год

Pakistan Ordnance Factories (POF) — крупный производитель огнестрельного оружия, оборонный подрядчик и военная корпорация со штаб-квартирой в Вах-Кантте, штат Пенджаб, Пакистан.  
POF разрабатывает и производит широкий спектр различных видов пехотного и специального оружия , взрывчатых веществ, боеприпасов, минометов, ракет и военного снаряжения для вооруженных сил Пакистана.  Его корпоративное руководство утверждается начальником штаба армии Пакистана (COAS), но POF находится в ведении Министерства обороны, так что COAS не находится в прямой цепочке подчинения. POF является самой ранней и одной из крупнейших военных корпораций в Пакистане.
Помимо военных, POF также обслуживает гражданские правоохранительные органы, гражданские вооруженные силы и частные рынки безопасности по всему Пакистану.

## История
Во время своего колониального правления британцы построили шестнадцать артиллерийских заводов в Британской Индии, большинство из которых унаследовала Индия. Первый премьер-министр Пакистана Лиакат Али Хан в течение четырех месяцев после обретения Пакистаном независимости издал директиву о создании в сотрудничестве с Британской Королевской артиллерийской фабрикой по производству боеприпасов для производства винтовок калибра 0,303. В декабре 1951 года второй премьер-министр Пакистана Хаваджа Назимуддин открыл первые четыре мастерских POF в маленьком городке Вах.  В настоящее время POF владеет 14 артиллерийскими заводами и тремя коммерческими дочерними компаниями. Пакистанские артиллерийские фабрики также производят коммерческие взрывчатые вещества, охотничьи боеприпасы и располагают обширными мощностями для производства латунных, медных и алюминиевых слитков, и профилей для невоенных целей. Швейная фабрика, имеющая современное раскройное, швейное и др. оборудование, производит военную форму, а также может обслуживать нужды гражданского сектора.

## Продукция
POF производит около 70  видов продукции для пакистанской армии, ВМС и ВВС. Основная продукция включает автоматические винтовки, пистолеты, легкие/средние/тяжелые пулеметы, широкий ассортимент минометных и артиллерийских боеприпасов, авиационных и зенитных боеприпасов, танковых и противотанковых боеприпасов, бомб, гранат, фугасов, пиротехники, малых боеприпасы, ракеты, военных и коммерческих взрывчатых веществ.

## Экспорт
Помимо удовлетворения потребностей Сил обороны Пакистана, продукция POF находится на вооружении более чем 40 стран Европы, Африки, Азии, Ближнего Востока и Америки. Боеприпасы и винтовки экспортировались в такие страны, как Ирак, Хорватия и Афганистан.
Начиная с 2010-х годов Пакистан стремился продвигать свой экспортный рынок, но столкнулся с трудностями из-за международных правил, введенных в действие Организацией Объединенных Наций.
В 2017 году POF объявил, что откроет филиал в Объединенных Арабских Эмиратах и нацелится на рынки Ближнего Востока, где он будет удовлетворять потребности не только принимающей страны, но и большей части Ближнего Востока, где спрос высок.
С 2022 года оружие производства POF поставляется в Украину. Однако официальные власти Пакистана опровергают этот факт.